# Cantón El Carmen
El cantón El Carmen es una entidad territorial subnacional ecuatoriana, de la Provincia de Manabí. Su cabecera cantonal es la ciudad de El Carmen, lugar donde se agrupa gran parte de su población total.

## Organización territorial
La ciudad y el cantón El Carmen, al igual que las demás localidades ecuatorianas, se rige por una municipalidad según lo estipulado en la Constitución Política Nacional. El Gobierno Municipal de El Carmen es una entidad de gobierno seccional que administra el cantón de forma autónoma al gobierno central. La municipalidad está organizada por la separación de poderes de carácter ejecutivo representado por el alcalde, y otro de carácter legislativo conformado por los miembros del concejo cantonal. El Alcalde es la máxima autoridad administrativa y política del Cantón El Carmen. Es la cabeza del cabildo y representante del Municipio.
El cantón se divide en parroquias que pueden ser urbanas o rurales y son representadas por los Gobiernos Parroquiales ante la Alcaldía de El Carmen.

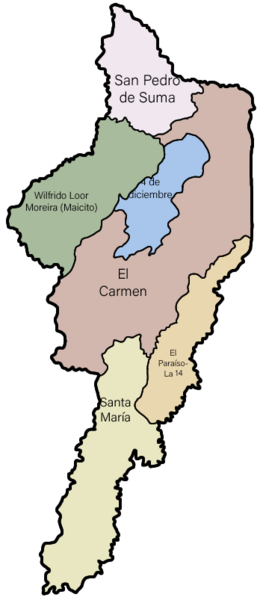
Mapas de las parroquias del Cantón El Carmen

Parroquias urbanas
- 4 de Diciembre
- El Carmen

Parroquias Rurales
- San Pedro de Suma
- Wilfrido Loor Moreira (Maicito)
- Santa María
- El Paraíso-La 14Mapas de las parroquias del Cantón El Carmen

## Extensión y límites
El Carmen tiene una extensión de 1.732 km² incluida la Manga del Cura, territorio que le fue incorporado formalmente en 2017. Sus límites son:
- Al Norte con la provincia de Santo Domingo de los Tsáchilas; no hay delimitación precisa
- Al sur con la Provincia del Guayas
- Al este con la Provincia de Santo Domingo de los Tsáchilas y la provincia de Los Ríos
- Al oeste con el Cantón Flavio Alfaro